# Saurida tweddlei
Espèce
Statut de conservation UICN

 LC 16 août 2019 : Préoccupation mineure
Saurida tweddlei est une espèce de poissons de la famille des Synodontidae.

## Systématique
L'espèce Saurida tweddlei a été décrite pour la première fois en 2015 par l'ichtyologue américain Barry Russel (d).

## Distribution
Cette espèce est endémique du plateau des Mascareignes.

## Description
Saurida tweddlei est une espèce dont l'holotype mesure 35,4 cm et qui peut atteindre jusqu'à 40,1 cm.
Cette espèce se trouve principalement sur le plancher océanique au large, à des profondeurs variant généralement de 57 à 127 m.
Il s'agit d'un poisson allongé, à la mâchoire proéminente dont le ventre est clair, pratiquement blanc, et dont le dos est doré ou brun, semblables aux sédiments.
Il se distingue des autres espèces du genre Saurida, de par sa taille plus importante, à laquelle est également liée davantage de vertèbres et une nageoire pectorale plus longue.

## Étymologie
Son épithète spécifique, tweddlei, est un hommage à Denis Tweddle (d), assistant honoraire de recherche à l'institut sud-africain de la biodiversité aquatique, qui a capturé le premier spécimen de l'espèce.

## Publication originale
- (en) Barry Russel, « A new species of Saurida (Pisces: Synodontidae) from the Mascarene Plateau, Western Indian Ocean », Zootaxa, Harvard University, Museum of Comparative Zoology, Ernst Mayr Library, vol. 3947, no 3,‎ 16 avril 2015, p. 559 à 568 (ISSN 1175-5326, e-ISSN 1175-5334, DOI 10.11646/zootaxa.3947.3.10).